# Gabriel Dossen
Gabriel Dossen, né le 29 novembre 1999, est un boxeur amateur irlandais. Il est connu pour avoir remporté le titre de champion d'Europe des poids moyens lors des championnats d'Europe 2022.

## Carrière
Gabriel Dossen naît en Côte d'Ivoire dans un camp de réfugiés d'une mère éthiopienne, Meserk Moti, le 29 novembre 1999.
Dossen combat avec un style en fausse patte. Il s'entraîne actuellement à l'Olympic Boxing Club de Galway après plusieurs saisons dans le Furbo Boxing Club d'An Spidéal.
En 2016, Dossen remporte la médaille de bronze lors des Championnats du monde de boxe jeunesse AIBA en tant que poids super-légers et le bronze aux Championnats d'Europe jeunesse 2017. Le 30 mai 2022, il remporte le titre européen des poids moyens aux championnats d'Europe de boxe amateur 2022 à Erevan en Arménie,,. Il est reçu triomphalement à Galway après son titre européen.

## Palmarès

### Championnats d'Europe
- Médaille d'or en -75 kg en 2022 à Erevan, Arménie.